# 聖アントニオ神学院

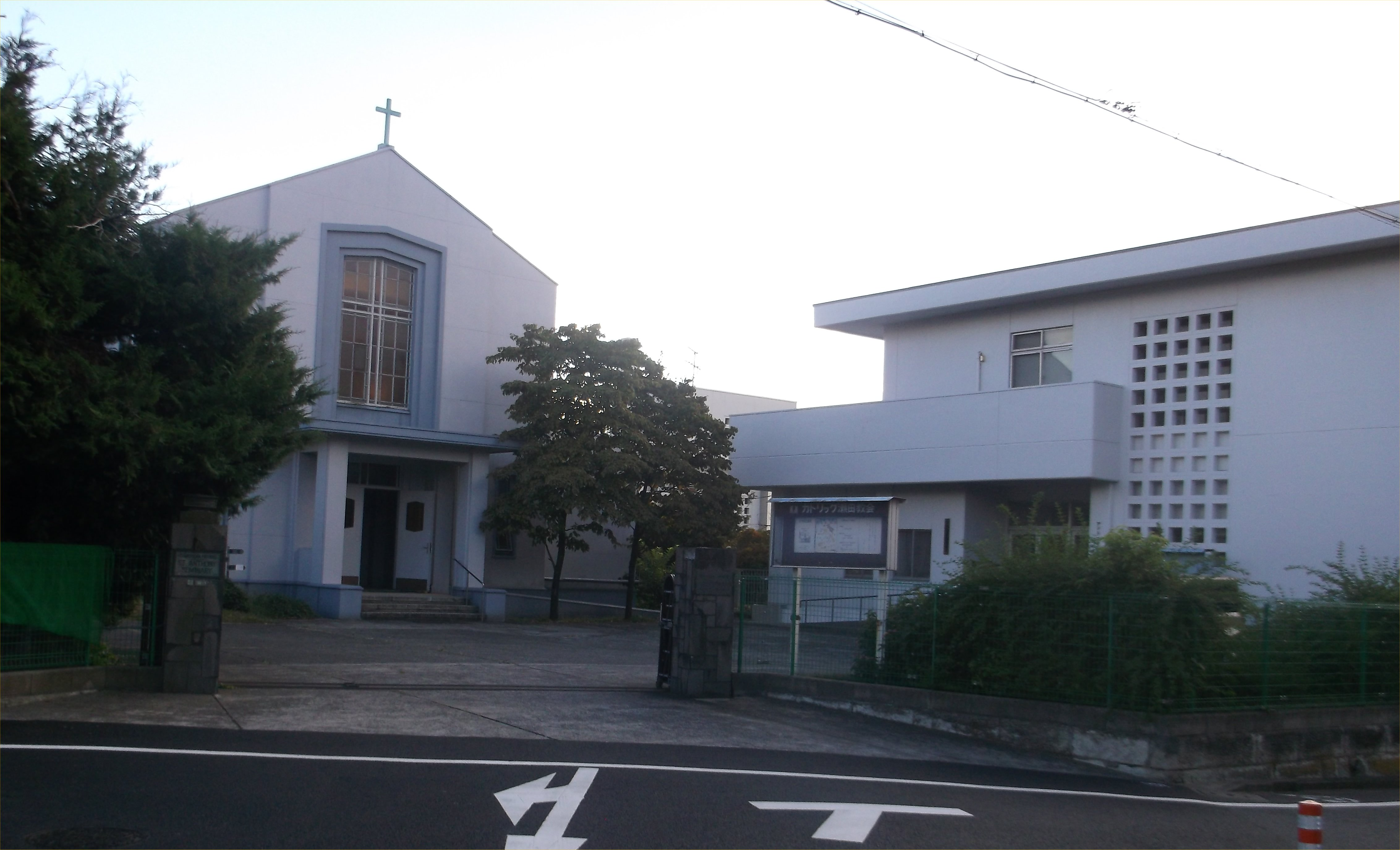
聖アントニオ神学院の入口

聖アントニオ神学院（せいアントニオしんがくいん）、聖アントニオ神学院聖書研究所（せいアントニオしんがくいんせいしょけんきゆうじよ）は、東京都世田谷区瀬田にあるキリスト教（カトリック）の神学校。司祭養成のための神学院として、小さな兄弟会（フランシスコ会日本管区）のアルフォンソ・シニューゼンベルグ総長代理によって1954年創立された。

## 沿革
- 1951年 - 現在地の東京都世田谷区瀬田に用地を取得。
- 1953年 - 建物が完成し、土井辰雄・東京大司教が祝別を行う。
- 1954年 - 増築し、フランシスコ会（カナダ管区およびフルダ管区合同）の神学校となった。
- 1977年 - 日本管区設立にともない、フランシスコ会日本管区の神学校となった。

現在、生涯養成期として司祭叙階と共にローマ教皇庁教皇庁立大学のひとつ（Pontifical University of St. Anthony, Rome/St. Anthony, of Rome Pontifical University 聖座教皇庁立聖アントニオ総合大学「バチカンで初めて女性が教皇庁大学の学長に任命された」として知られる）と提携しており、卒業生は同校の学士（神学）の学位が与えられる。また聖書研究所では、修士（神学）や博士（神学）が与えられる。
以下は流れ。
召命の案内「※カトリックの洗礼を受けて(または改宗後) 3年以上を経た20歳以上の独身男性。」、
静修の集いまた青年の集い（半年から1年間）、
志願期「（1年から2年）志願院（田園調布修道院）」、
修練期「（1年）修練院また修道院（さいたま修練院と田園調布修道院）」、
有期誓願期「（3年から6年）有期誓願院（田園調布修道院）」、
生涯養成期「司祭叙階と学士（神学）（聖座教皇庁立聖アントニオ総合大学）の授与」。
養成期間は教会法の規定により7年間とする。
- フランシスコ会の案内　http://www.ofm-j.or.jp/doc/About-OFM-Japan2009(A5).pdf

日本カトリック神学院（東京カトリック神学院東京キャンパス、福岡カトリック神学院キャンパス）や長崎カトリック神学院とは異なる。

## 所在地
〒158-0095　東京都世田谷区瀬田4-16-1

## 併設
- カトリック瀬田教会